# Saldo demografico

Tasso d'incremento naturale della popolazione, media 2010-2015 per mille, stime ONU

Il saldo demografico di un paese, di uno stato o di un territorio, viene calcolato sommando la differenza tra le nascite e le morti (saldo naturale) e la differenza tra gli immigrati e gli emigrati (saldo migratorio).

## Descrizione
Molto spesso, anziché in numeri assoluti viene espresso in dati percentuali o per mille (tasso d'incremento naturale), come differenza algebrica tra tasso di natalità e tasso di mortalità.

Tasso d'incremento totale della popolazione, stime CIA del 2018 in % (compresi i movimenti migratori)

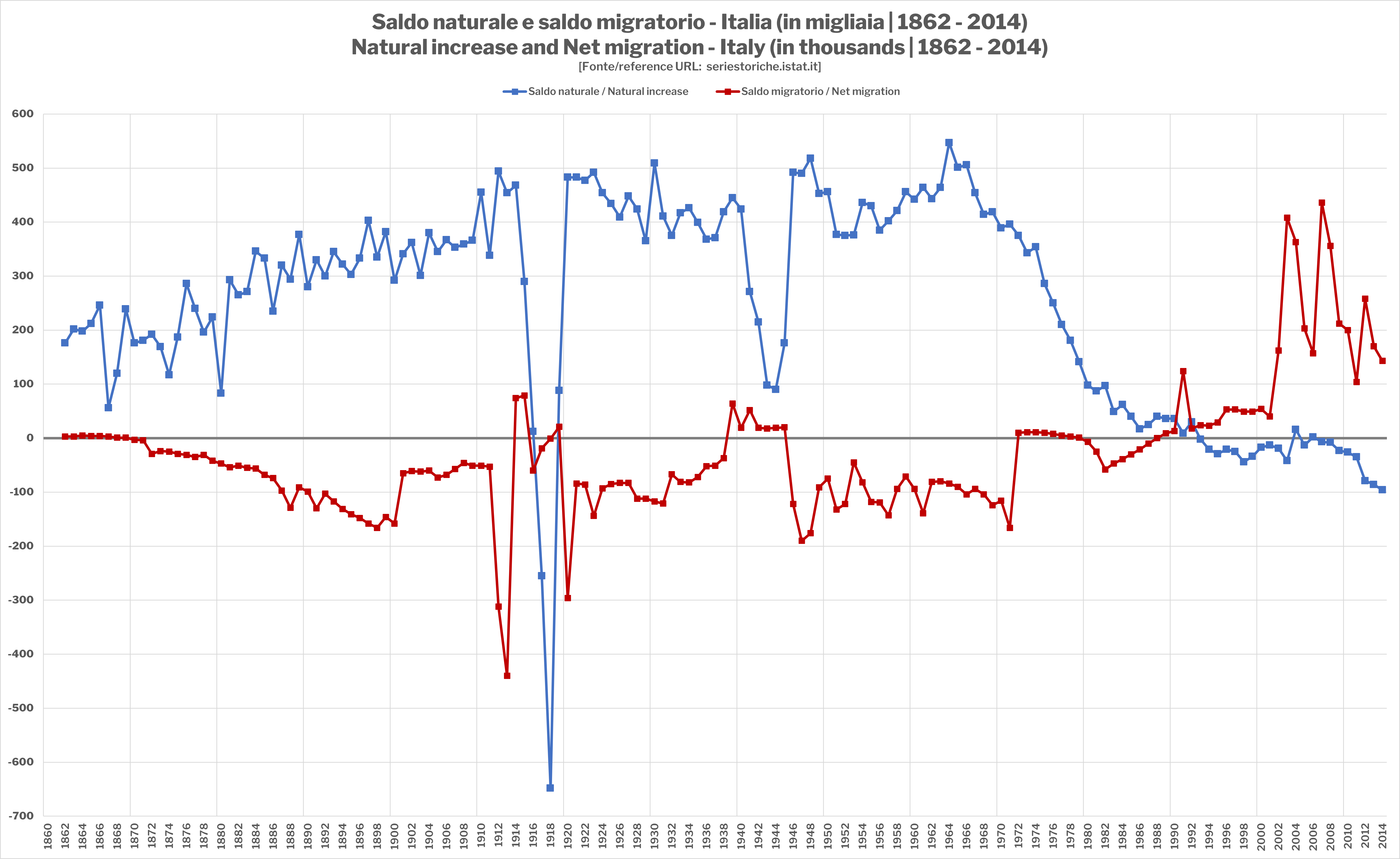
Saldo naturale e saldo migratorio dell'Italia (dal 1862, fonte ISTAT). Dal 1975 in poi il saldo demografico totale dell'Italia crollò a causa della netta diminuzione del numero di nascite, ma dal 2002 esso è tornato nettamente in positivo, con l'arrivo di ingenti stock migratori in entrata.

Il dato è in genere accompagnato da quello del saldo tra il numero degli immigrati e quello degli emigrati. Sommando il saldo demografico naturale a quello dovuto all'immigrazione e all'emigrazione si ottiene il saldo totale (o il tasso d'incremento totale se si lavora con valori relativi, per cento o per mille).